# Dorota Danielewicz-Kerski
Dorota Danielewicz (Danielewicz-Kerski) (ur. 1964 w Poznaniu) – polska slawistka, dziennikarka i pisarka.

## Życiorys
W 1981 roku przed ogłoszeniem stanu wojennego wyjechała wraz z rodzicami z Poznania, gdzie się urodziła do Berlina, gdzie mieszka na stałe. Miała wtedy 16 lat. Ukończyła studia na Freie Universität w Berlinie oraz Uniwersytecie im. Ludwika Maximiliana w Monachium, gdzie studiowała slawistykę, antropozofię społeczną i historię wschodnioeuropejską. W latach 1986–87 pracowała w dziale public relations w kwaterze głównej ONZ w Nowym Jorku. Po upadku muru berlińskiego pisała reportaże z rejonów przygranicznych dla Der Tagessppiegel i  Berliner Zeitung. W latach 1996–2012 pracowała jako spikerka i redaktorka w redakcji polskiej stacji RBB prowadząc m.in. comiesięczny Magazyn Literacki. W jego ramach przeprowadziła ponad 150 wywiadów z polskimi pisarkami i pisarzami. W latach 1999–2009 była korespondentką polskiej sekcji radia RFI w Paryżu.  Od 1988 roku prowadziła spotkania z polskimi i niemieckimi twórcami w ramach współpracy z Literarisches Colloquium Berlin, DAAD Künstlerprogramm, Literaturforum im Brecht-Haus, Literaturhaus, Künstlerhaus Wiepersdorf i Instytutem Goethego. Prowadzi spotkania literackie, publikuje w prasie polskiej i niemieckiej (Die Tageszeitung, Der Tagesspiegel, Newsweek, Polityka, Dialog i in.). W 2018 roku była członkiem jury IX edycji Międzynarodowej Nagrody im. Ryszarda Kapuścińskiego.

## Publikacje
- 1998 – antologia poezji polskiej Das Unsichtbare lieben[7].
- 2009 – jako współorganizator wystawy My, Berlińczycy razem z Krzysztofem Górnym opublikowała antologię tekstów Polaków związanych przez 200 lat z Berlinem - Berlin. Polnische Perspektiven (Berlin Story Verlag, 2009)[8].
- 2013 – Berlin. Przewodnik po duszy miasta. Niemiecka wersja książki ukazała się rok później pod tytułem Auf der Suche nach der Seele Berlins (Europa Verlag, 2014)[9][10].
- 2020 – Droga Jana (Wydawnictwo Literackie, Kraków)[11].
- 2022 - Der weiße Gesang. Die mutigen Frauen der belarussischen Revolution ( Europa Verlag, München)
- 2022 - Jans Weg, in der Übersetzung von Antje Ritter-Miller (Europa Verlag, München)

## Życie prywatne
Ma dwóch synów, Jana i Alexandra. Jan choruje na bardzo rzadką, nieuleczalną chorobę - syndrom Goldberga, inaczej galaktosialidoza.